# René Viviani
René Viviani (Sidi Bel Abbès, 1863. november 8. – Le Plessis-Robinson, 1925. szeptember 7.) szocialista politikus, a Harmadik Köztársaság 49. miniszterelnöke volt az első világháború első évében.

## Élete
René Viviani 1863. november 8-án született Sidi Bel Abbès-ban (Algéria) olasz bevándorlók gyermekeként. Ügyvédként kezdte a pályáját. Előbb Algériában, majd Párizsban praktizált. Számos esetben képviselt munkásokat és szocialistákat és briliáns, hatásos beszédeivel szerzett hírnevet magának. 1893-tól 1902-ig Párizs szocialista képviselője volt és együttműködött Jean Jaurès szocialista politikussal a L’Humanité című újság létrehozásában. Ugyancsak részt vett az egyesült szocialista párt megalapításában 1905-ben. 1906 októberében, a képviselői kamarába való újraválasztása után, részt vett Georges Clemenceau miniszterelnök kormányának munkájában Franciaország első munkaügyi minisztereként. Az új pártot elhagyva független szocialista képviselőként látta el feladatát.
Három évet töltött el Clemenceau kormányában, de ezen időszak alatt nem került sor olyan reform bevezetésére, amely javított volna a munkások és a szegények helyzetén. Aristide Briand alatt továbbra is munkaügyi miniszterként vett részt a kormány munkájában, egészen 1910 novemberéig. Az ő felelőssége volt az 1900 óta hozott szociális törvények beiktatása. 1913 decemberétől 1914 júniusáig oktatásügyi miniszter volt, majd miniszterelnökké és egyben külügyminiszterré választották.
1914. augusztus 3-án, amikor a Német Birodalom hadat üzent Franciaországnak, Viviani lemondott a külügyminiszteri posztról. Augusztus végén nemzeti egységkormányt alakított, melyben minden párt képviseltette magát. 1915 októberében lemondott miniszterelnöki megbízatásáról, mivel sok kritika érte a lőszerutánpótlás hiányosságai miatt, de 1917 márciusáig igazságügy-miniszterként szolgált.
1920-ban és 1921-ben Viviani képviselte Franciaországot a Népszövetségben (Genfben), valamint a washingtoni tengerészeti konferencián. 1922-ben a szenátus tagja lett, de a politikában ezt követően már nem vett részt. 1925. szeptember 7-én hunyt el Le Plessis-Robinson-ban.

## Kapcsolódó szócikk
- Franciaország miniszterelnökeinek listája

| Elődje: Alexandre Ribot | Franciaország kormányfője 1914. június 13. – 1915. október 29. | Utódja: Aristide Briand |